# Kisses on the Bottom
Kisses on the Bottom (с англ. — «Поцелуи в конце письма») — пятнадцатый студийный альбом в сольной карьере Пола Маккартни. Альбом выпущен 7 февраля 2012 года лейблом Hear Music на CD-носителях и виниловых пластинках.
Диск дебютировал на третьем месте в британском чарте.

## История создания
Название «Kisses on the Bottom» фигурирует на первой композиции альбома — «I’m Gonna Sit Right Down and Write Myself a Letter», являющейся кавер-версией хита Фэтса Уоллера 1935 года. Сам Маккартни сказал: «Я работал с Дайаной Кролл и такими великими джазовыми музыкантами, как Джон Клэйтон. Это презентабельный, но в то же время очень интимный альбом. Он прекрасно подходит для прослушивания за вечерней чашкой чая после работы». Альбом продвигался джазовым продюсером Томми ЛиПумой, который работал ранее с Майлзом Дэвисом, Барброй Стрейзанд и другими известными исполнителями.
«My Valentine», первая песня из альбома, представленного общественности, была создана при участии Эрика Клэптона. Стиви Уандер принял участие в другой песне — «Only Our Hearts». Сам Маккартни играет на акустической гитаре только в двух композициях — «Get Yourself Another Fool» и «The Inch Worm», а в остальных песнях фигурирует только в качестве вокалиста.
14 апреля 2012 на песню «My Valentine» вышел клип. В главных «ролях» там снялись Джонни Депп и Натали Портман

## Список композиций
| №   | Название                                             | Текст песни                                      | Длительность |
| --- | ---------------------------------------------------- | ------------------------------------------------ | ------------ |
| 1.  | «I’m Gonna Sit Right Down and Write Myself a Letter» | Фред Е. Ахлерт, Джо Янг                          | 2:36         |
| 2.  | «Home (When Shadows Fall)»                           | Питер ван Штиден, Джефф Кларксон, Гарри Кларксон | 4:04         |
| 3.  | «It’s Only a Paper Moon»                             | Гарольд Арлен, Е. И. Харбург, Билли Роуз         | 2:35         |
| 4.  | «More I Cannot Wish You»                             | Фрэнк Луиссер                                    | 3:04         |
| 5.  | «The Glory of Love»                                  | Билли Хилл                                       | 3:46         |
| 6.  | «We Three (My Echo, My Shadow and Me)»               | Сэмми Маселс, Дик Робертсон, Нельсон Коган       | 3:22         |
| 7.  | «Ac-Cent-Tchu-Ate the Positive»                      | Арлен, Джонни Мёрсер                             | 2:32         |
| 8.  | «My Valentine»                                       | Пол Маккартни                                    | 3:14         |
| 9.  | «Always»                                             | Ирвинг Берлин                                    | 3:50         |
| 10. | «My Very Good Friend the Milkman»                    | Гарольд Спина, Джонни Бурк                       | 3:04         |
| 11. | «Bye Bye Blackbird»                                  | Рэй Хендерсон, Морт Диксон                       | 4:26         |
| 12. | «Get Yourself Another Fool»                          | Хэйвуд Генри, Монро Такер                        | 4:42         |
| 13. | «The Inch Worm»                                      | Луиссер                                          | 3:43         |
| 14. | «Only Our Hearts»                                    | Пол Маккартни                                    | 4:21         |

Расширенное издание
Расширенное издание альбома включает в себя две дополнительных композиции, код для доступа к скачиванию эксклюзивной записи живого выступления, доступного на сайте Маккартни, а также длинные заметки об альбоме и три открытки.
| №   | Название               | Текст песни            | Длительность |
| --- | ---------------------- | ---------------------- | ------------ |
| 15. | «Baby’s Request»       | Маккартни              | 3:30         |
| 16. | «My One and Only Love» | Гай Вуд, Роберт Мэллин | 3:50         |

## Отзывы
В рецензии на альбом от BBC журналист Патрик Хамфрис называет пластинку «альбомом, содержащим в себе забытые блюда с большого банкета американской поп-музыки» и заключает, что «Маккартни выдержал этот альбом в лучших традициях жанра „easy listening“».

## Места в чартах
| Чарт (2012)                     | Место |
| ------------------------------- | ----- |
| Australian Albums Chart         | 15    |
| Belgian Albums Chart (Flanders) | 8     |
| Belgian Albums Chart (Wallonia) | 6     |
| Denmark Albums Top 40           | 3     |
| Dutch Mega Album Top 100        | 5     |
| Finnish Albums Chart            | 18    |
| France Albums Top 200           | 4     |
| German Albums Chart             | 9     |
| Canadian Albums Chart           | 4     |
| Hungarian Albums Chart          | 34    |
| Italian Albums Chart            | 15    |
| Norwegian VG-lista Albums Chart | 7     |
| Swedish Albums Chart            | 8     |
| UK Albums Chart                 | 3     |
| US Billboard 200                | 5     |
| US Billboard Jazz albums        | 1     |